# Îles Sabalana
Les îles Sabalana, en indonésien Kepulauan Sabalana, sont un atoll d'une trentaine d'îles en Indonésie, situé à 160 km au sud-sud-ouest de Makassar, la capitale de la province de Sulawesi du Sud. Elles s'étendent sur deux récifs de coraux et couvrent une superficie de quelque 700 km² et constituent l'un des plus grands atolls d'Indonésie. Les îles principales sont Balobaloang, Sabaru et Sumanga'.
Balobaloang est peuplée par des Bugis qui vivent comme marins sur les bateaux à voile qui sillonnent l'archipel, ou comme pêcheurs. Sabaru et  Sumanga’ sont habitées par des Makassar.  Les habitants de Sabaru sont également marins ou pêcheurs. Dans les années 1990, ils se sont mis à pêcher intensivement le trepang (holothurie) en plongée, avec un équipement de fortune. Beaucoup en sont morts ou se sont retrouvés infirmes. La population de Sumanga’ est composée de pêcheurs dont les habitants de Balobaloang dénoncent l'utilisation d'explosifs.